# Марамуреш (жудец)
Мараму́реш (рум. Județul Maramureș, венг. Máramaros megye, укр. Мараморощина) — румынский жудец, состоящий из территорий исторических областей Мармарош, Ардял и Кришана, который находится на северо-западе Румынии.

## История
Был создан в 1968 году путём реорганизации региона Марамуреш (который состоял из районов Шомкута Маре, Бая Маре, Сигет, Лэпуш и Вишеу). Большая часть современного жудеца раньше входила в состав жудеца Марамуреш (административная единица Румынского королевства в межвоенный период) и, соответственно, комитата Марамуреш (административная единица королевства Венгрия в предвоенный период). С точки зрения традиционной культуры, жудец делится на четыре разные этно-фольклорные зоны: Цара Киоарулуй, Цара Лэпушулуй, Цара Марамурешулуй (часть северо-восточного исторического региона Марамуреш) и Цара Кодрулуй (юго-западная часть).

## География

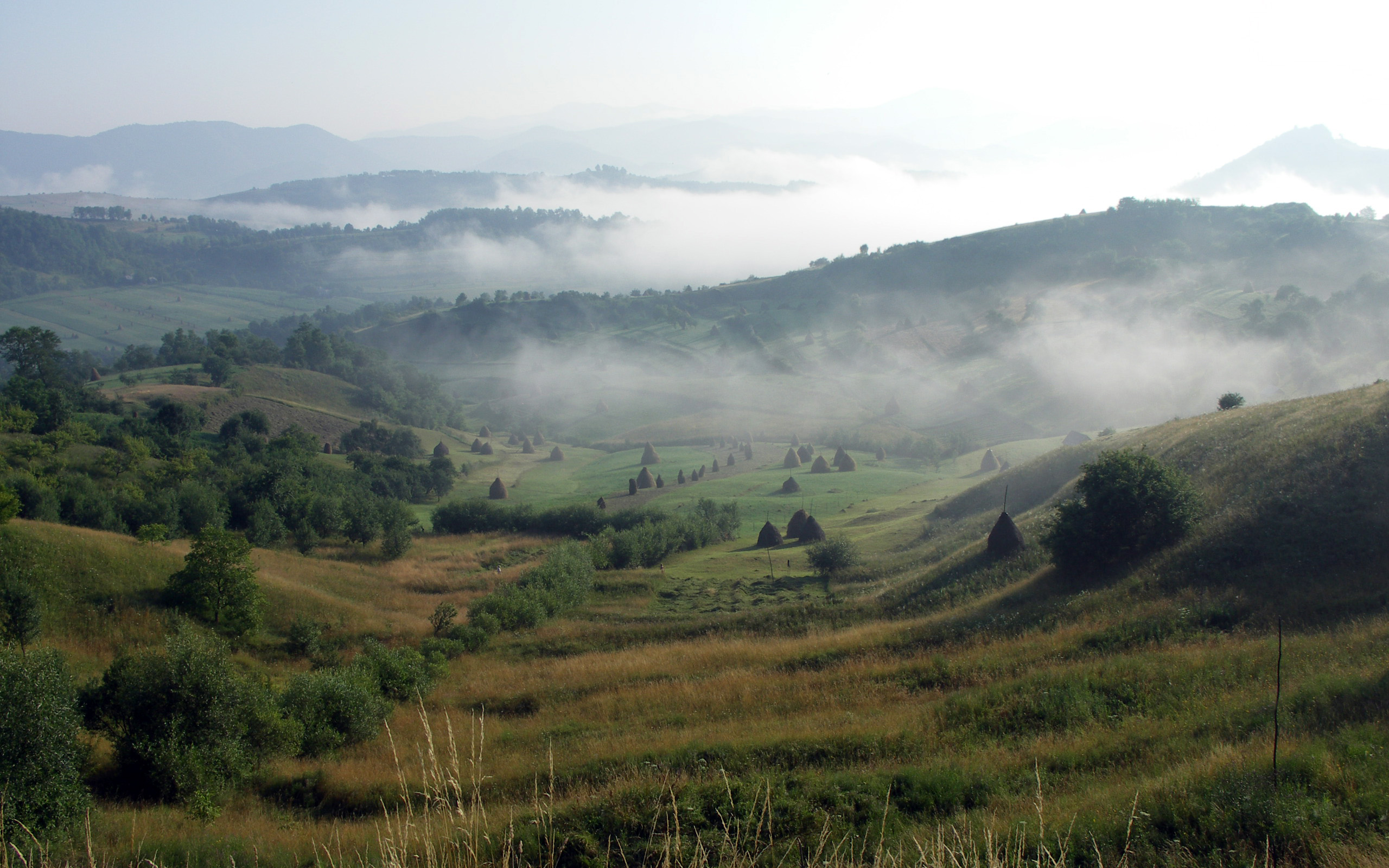

Жудец занимает площадь в 6304 км². Территорию жудеца пересекает река Тиса с притоками.
Граничит с жудецами Сучава — на востоке, Сату-Маре — на западе, Сэлаж, Клуж и Бистрица-Нэсэуд — на юге, с Ивано-Франковской и Закарпатской областями Украины — на севере.

## Демография
| Год  | Население |
| ---- | --------- |
| 1930 | 317 304   |
| 1948 | 321 287   |
| 1956 | 367 114   |
| 1966 | 427 645   |
| 1977 | 492 860   |
| 1992 | 540 099   |
| 2002 | 510 110   |
| 2011 | 461 290   |

В 2007 году население жудеца составляло 513 000 человек (в том числе мужское население — 252 394 и женское — 260 606 человек), плотность населения — 81,37 чел./км².

### Национальный состав
| Национальность | Кол-во человек | Процент |
| -------------- | -------------- | ------- |
| Румыны         | 407 200        | 81,80 % |
| Венгры         | 47 172         | 9,48 %  |
| Украинцы       | 33 763         | 6,78 %  |
| Цыгане         | 8 142          | 1,64 %  |
| Другие         | 792            | 0,15 %  |
| Немцы          | 748            | 0,15 %  |

### Вероисповедание
| Вероисповедание | Кол-во человек | Процент |
| --------------- | -------------- | ------- |
| Православные    | 380 464        | 79,81 % |
| Греко-католики  | 25 055         | 5,26 %  |
| Римо-католики   | 24 653         | 5,17 %  |
| Реформаты       | 19 586         | 4,11 %  |
| Пятидесятники   | 16 760         | 3,52 %  |
| Другие          | 10 197         | 2,13 %  |

## Административное деление
В жудеце находятся 2 муниципия, 6 городов и 63 коммуны.

### Муниципии
- Бая-Маре (Baia Mare)
- Сигету-Мармацией (Sighetu Marmației)

### Города
- Бая-Сприе
- Борша
- Вишеу-де-Сус
- Драгомирешти
- Кавник
- Сейни
- Тыргу-Лэпуш
- Тэуций-Мэгерэуш
- Улмени
- Шомкута-Маре

### Коммуны
| - - Ардусат - Ариниш - Асуажу-де-Сус - Биказ - Бистра - Богда-Водэ - Ботиза - Бочикою-Маре - Бою-Маре - Будешти - Бырсана | - - Бэица-де-суб-Кодру - Бэюц - Бэсешти - Ваду-Изей - Валя-Кьоарулуй - Вима-Микэ - Вишеу-де-Жос - Гроши - Гроший-Циблешулуй - Гырдани - Десешти | - - Джулешти - Думбрэвица - Еуд - Коаш - Колтэу - Копалник-Мэнэнштур - Короени - Купшени - Кымпулунг-ла-Тиса - Кэлинешти - Лэпуш | - - Леордина - Мирешу-Маре - Моисей - Оарца-де-Жос - Окна-Шугатаг - Ончешти - Петрова - Поениле-де-суб-Мунте - Поениле-Изей - Реметя-Кьоарулуй - Ремеци | - - Репедя - Реча - Рона-де-Жос - Рона-де-Сус - Розавля - Рускова - Сарасэу - Сатулунг - Стрымтура - Сучу-де-Сус - Сэкэлэшени | - - Сэлсиг - Сэчел - Сэпынца - Фэркаша - Чернешти - Чикырлэу - Шиеу - Шишешти |